# Saratov Airlines Flight 703
Saratov Airlines Flight 703 var en indenrigspassagerflyvning fra Moskva-Domodedovo Internationale Lufthavn til Orsk Lufthavn udført af Saratov Airlines. Flyet der skulle udføre flyvningen 11. februar 2018, et Antonov An-148-100B, styrtede ned fem minutter efter take-off, og seks besætningsmedlemmer og 65 passagerer omkom. Ingen overlevede styrtet. Årsagen til ulykken er ukendt.

## Ulykken
Flyvningen var en regulær indenrigspassagerflyvning fra Moskva-Domodedovo Internationale Lufthavn, 40 kilometer sydøst for Ruslands hovedstad Moskva, til Orsk Lufthavn, tre kilometer fra grænsen til Kasakhstan. Flyvningen blev betjent af det russiske regionale flyselskab Saratov Airlines, med hovedsæde i Saratov oblast. Den planlagte rute var 1.455 km med en flyvetid på to timer og 30 minutter. Annonceret afgang fra Moskva var kl. 14.00 Moskva-tid, men flyet kom først i luften kl. 14.22.
Få minutter efter at have taget afsted fra Moskva, begyndte flyets hastighed og højde at svinge. Øjeblikket før styrtet havde Flight 703 nået en højde på 1.800 meter og en hastighed på 600 km/t. Derefter tabte det højde hurtigt, indtil det fem minutter efter take-off forsvandt fra radaren i en højde på 900 meter.
Kl. 14.27 styrtede flyet ned nær landsbyerne Argunovo og Stepanovskoje i Ramenskij rajon, Moskva oblast. Efter styrtet blev der fundet vragdele på et 40 hektar stort område. Bjærgningsarbejdet blev vanskeliggjort at store mængder sne, så man benyttede droner i arbejdet. Flyets sorte bokse blev fundet.

## Flyet
Det forulykkede fly var et Antonov An-148-100B med registringen RA-61704 og blev drevet af to Progress D-436-motorer. Det havde sin første flyvning i maj 2010, og blev leveret fra flyfabrikken Antonov den 23. juni 2010 til Rossiya Airlines.
Flyet blev leaset til Saratov Airlines i februar 2017, ét år før det styrtede.

## Passagerer og besætning
Flight 703 havde 65 passagerer og seks besætningsmedlemmer. Blandt de 65 passagerer var der tre børn. De fleste af passagerne var bosat i Orenburg oblast. Det russiske kriseministerium offentliggjorde at de fleste passagerer var russiske statsborgere og der kun var to udlændinge - fra Aserbajdsjan og Schweiz. Alle ombord blev dræbt ved styrtet.
Flykaptajnen var den 51-årige Valerij Gubanov, der var uddannet fra den militære flyskole i Tambov. På tidspunktet for styrtet havde han over 5.000 flytimer bag sig, hvoraf de 2.800 var på Antonov An-148. Førstepiloten var 44-årige Sergej Gambarjan.
| Nationalitet | Passagerer | Besætning | Total |
| ------------ | ---------- | --------- | ----- |
| Rusland      | 63         | 6         | 69    |
| Aserbajdsjan | 1          | 0         | 1     |
| Schweiz      | 1          | 0         | 1     |
| Total        | 65         | 6         | 71    |

## Efterspil
Et krisecenter blev oprettet i Orsk Lufthavn, hvor slægtninge og pårørende til ofrene blev transporteret hen. Mandag den 12. februar blev udpeget som en sorgdag af regeringen i Orenburg oblast. Ministeren for det russiske arbejdsministerium, Maksim Topilin, udtalte at alle slægtninge til ofrene ville få to millioner rubler (svarende til ca. 200.000 danske kroner) hver.[kilde mangler] Den russiske præsident Vladimir Putin aflyste sin planlagte rejse til Sotji som reaktion på katastrofen. Regeringen udtalte, at han ville koordinere med den særlige kommission, han havde oprettet.
Den 12. februar suspenderede Saratov Airlines alle flyvninger med Antonov An-148.